# Pavol Bagin
Pavol Bagin (11. května 1933 Košice – 4. ledna 2013 Bratislava) byl slovenský dirigent a hudební skladatel.

## Život
Po maturitě na gymnáziu v Galantě studoval na Vysoké škole pedagogické v Bratislavě a současně na bratislavské konzervatoři. Jeho učiteli byli Eugen Suchoň, Andrej Očenáš a Kornel Schimpl. Své hudební vzdělání dokončil na Vysoké škole múzických umění studiem dirigování u Ľudovíta Rajtera.
V letech 1957–1969 byl šéfdirigentem symfonického orchestru Vojenského uměleckého souboru kpt. Jána Nálepky v Bratislavě a zástupcem uměleckého ředitele. V roce 1968 absolvoval studijní pobyt na Konzervatoři P. I. Čajkovského v Moskvě. Po návratu působil jako ředitel Správy umenia Ministerstva kultúry SR a v roce 1971 se stal uměleckým šéfem a hlavním dramaturgem opery Slovenského národního divadla v Bratislavě. Tuto funkci vykonával až do roku 1983.
V době svého působení ve SND angažoval do souboru mnoho mladých umělců, kteří se záhy stali předními představiteli slovenské kultury doma i ve světě. Byli mezi nimi např. zpěváci Peter Dvorský, Magdaléna Hajóssyová, Sergej Kopčák, Peter Mikuláš, dirigent Tibor Frešo, šéf výpravy Ladislav Vychodil či šéf baletu Boris Slovák. Do repertoáru zařadil světová díla skladatelů 20. století i díla soudobých slovenských skladatelů. Se souborem absolvoval více než 20 uměleckých zájezdů po celé Evropě. Kromě toho pohostinsky dirigoval Slovenskou filharmonii, Státní filharmonii Košice, Symfonický orchestr Československého rozhlasu v Bratislavě a Státní komorní orchestr Žilina.
V roce 1983 se stal šéfredaktorem hudebního vydavatelství OPUS. V letech 1987–1996 působil ve funkcích ve Svazu československých skladatelů a Spolku slovenských skladatelů a posléze byl do roku 1999 ústředním ředitelem Národního hudebního centra.

## Ocenění
- Cena Víta Nejedlého (1966)
- Cena ministra národnej obrany (1966)
- Cena Ministerstva kultúry SSR (1978)
- Cena Zväzu slovenských dramatických umelcov (1979)
- Zasloužilý umělec (1981)

## Dílo

### Orchestrální skladby
- Hudba pre sláčikový orchester (1981)
- Selanka (1962)
- Dumka a tanec (1964)
- Quattro invenzioni per archi (1976)
- Tri spevy na poéziu Miroslava Válka pre soprán a komorný orchester (1977)
- Melancholické miniatúry (1980)
- Sinfonietta slovaca (1983)
- Allegro festivo (1986)
- Koncert pre čembalo a sláčikový orchester (1987)
- Katarína (1988)
- Pod Sitnom (1989)
- Symfónia brevis pre komorný orchester (1990)
- Ister, symfonická skica pre veľký symfonický orchester (1995)
- Uspávanka (1996)

### Komorní hudba
- Pastorále pre sólovú flautu (1978)
- Tri fragmenty (1990)
- Scherzo pre klavír (1976)
- Mladosť (klavír, 1988)
- Romantické miniatúry (klavír, 1988)
- Spomienky. Tri lyrické skladby pre klavír venované V. Čížikovi. (2003)
- Tri interlúdiá (varhany, 1984)
- Sonatina per flauto e pianoforte in modo classico (1983)
- Štyri kusy pre fagot a klavír (1998)
- Suita pre violu a klavír (2007)
- Poetické nálady pre hoboj, klarinet a fagot (1995)
- Trio pre husle, violu a violončelo (1999)
- Sedem bagatel (1979)
- Za cisára pána… (Groteska quasi „Schraml“ pre Požoň sentimentál, 2000)
- Prelúdiá (smyčcový kvartet, 1979)
- Akvarely (dechový kvintet, 1977)

Upravoval lidové písně a tance a komponoval také písně a scénickou hudbu k poesii.